# AUH
AUH (англ. AU RNA binding methylglutaconyl-CoA hydratase) – білок, який кодується однойменним геном, розташованим у людей на короткому плечі 9-ї хромосоми. Довжина поліпептидного ланцюга білка становить 339 амінокислот, а молекулярна маса — 35 609.
| 10         |  | 20         |  | 30         |  | 40         |  | 50         |
| ---------- |  | ---------- |  | ---------- |  | ---------- |  | ---------- |
| MAAAVAAAPG |  | ALGSLHAGGA |  | RLVAACSAWL |  | CPGLRLPGSL |  | AGRRAGPAIW |
| AQGWVPAAGG |  | PAPKRGYSSE |  | MKTEDELRVR |  | HLEEENRGIV |  | VLGINRAYGK |
| NSLSKNLIKM |  | LSKAVDALKS |  | DKKVRTIIIR |  | SEVPGIFCAG |  | ADLKERAKMS |
| SSEVGPFVSK |  | IRAVINDIAN |  | LPVPTIAAID |  | GLALGGGLEL |  | ALACDIRVAA |
| SSAKMGLVET |  | KLAIIPGGGG |  | TQRLPRAIGM |  | SLAKELIFSA |  | RVLDGKEAKA |
| VGLISHVLEQ |  | NQEGDAAYRK |  | ALDLAREFLP |  | QGPVAMRVAK |  | LAINQGMEVD |
| LVTGLAIEEA |  | CYAQTIPTKD |  | RLEGLLAFKE |  | KRPPRYKGE  |  |            |

A: Аланін

C: Цистеїн

D: Аспарагінова кислота

E: Глутамінова кислота

F: Фенілаланін

G: Гліцин

H: Гістидин

I: Ізолейцин

K: Лізин

L: Лейцин

M: Метіонін

N: Аспарагін

P: Пролін

Q: Глутамін

R: Аргінін

S: Серин

T: Треонін

V: Валін

W: Триптофан

Кодований геном білок за функцією належить до ліаз. 
Задіяний у таких біологічних процесах, як катаболізм амінокислот із розгалуженим вуглецевим скелетом, ацетилювання, альтернативний сплайсинг. 
Білок має сайт для зв'язування з РНК. 
Локалізований у мітохондрії.